# Medvedí potok (dopływ Ipolticy)
Medvedí potok – potok, prawy dopływ potoku Ipoltica w Niżnych Tatrach na Słowacji. Jest ciekiem 4 rzędu o długości 4,8 km. Wypływa na wysokości około 1480 m na północnym zboczu szczytu Veľká Vápenica (1691 m) i spływa w kierunku północnym Niedźwiedzią Doliną (Medvedia dolina). Po przyjęciu dopływu z Horárskiej doliny (Horárska dolina) zmienia kierunek na północno-zachodni i na wysokości 827 m uchodzi do Ipoltiki.
Medvedí potok w tłumaczeniu na język polski to Niedźwiedzi Potok. Orograficznie lewe zbocza jego doliny tworzy północno-zachodni grzbiet Wielkiej Wapienicy poprzez szczyt Malá Vápenica opadający w widły Ipoltiki i Niedźwiedziego Potoku. Zbocza prawe tworzy szczyt Medvedia i Temná.
Cała zlewnia potoku znajduje się w bezludnych, porośniętych lasem obszarach Parku Narodowego Niżne Tatry, poza szlakami turystycznymi.